# Даниловське (Калінінський район)
Даниловське (рос. Даниловское) — присілок в Калінінському районі Тверської області Російської Федерації.
Населення становить 475 осіб. Входить до складу муніципального утворення Нікулинське сільське поселення.

## Історія
Від 2005 року входить до складу муніципального утворення Нікулинське сільське поселення.

## Населення
| 2010 |
| ---- |
| 475  |